# アドバンスクリエイト
株式会社アドバンスクリエイト（英: Advance Create Co., Ltd.）は、大阪府大阪市中央区に本社を置く、保険代理店。

## 概要・沿革
- 1995年 大阪市中央区瓦町において設立。
- 1999年 大阪市中央区平野町に移転。
- 2001年 大阪市中央区瓦町に移転。
- 2002年 ナスダック・ジャパン市場（現・ジャスダック）へ株式上場。
- 2003年 東京営業部（現・営業部）を開設。
- 2008年 あいおい損害保険株式会社（現・あいおいニッセイ同和損害保険株式会社）との合弁会社であるアドリック損害保険株式会社が損害保険業免許を取得。
- 2011年 子会社のアドリック損害保険株式会社が、あいおいニッセイ同和損害保険株式会社に吸収合併される。
- 2015年 東証2部へ市場変更。
- 2016年 東証1部へ指定替え。
- 2021年 オンライン専門の営業拠点「保険市場 スマートコンサルティングプラザ」を開設。
- 2022年9月 福岡証券取引所本則市場へ上場。
- 2022年12月 札幌証券取引所本則市場へ上場。

## 主なグループ会社
- 保険市場
- Advance Create Reinsurance Incorporated